# Vriendschapsbeker 1958/59
In het seizoen 1958/59 werd het tweede voetbaltoernooi gespeeld om de Vriendschapsbeker. Het Nederlandse Feijenoord verdedigde met succes de beker. In de eerste ronde werd de club uitgeschakeld door het Duitse FC Köln maar omdat die club niet in staat was de halve finale tegen Beerschot voor de reglementaire datum te spelen, ging Feijenoord alsnog naar de volgende ronde.

## Voorronde
|                |                    |       |     |  |
| 1 oktober 1958 | Fortuna Düsseldorf | 1 - 5 | PSV |  |
| 1 oktober 1958 |                    |       |     |  |

|                |     |       |                    |  |
| 8 oktober 1958 | PSV | 2 - 3 | Fortuna Düsseldorf |  |
| 8 oktober 1958 |     |       |                    |  |

|  |          |  |                 |  |
|  | CS Sedan |  | Spora Luxemburg |  |
|  |          |  |                 |  |

|                  |                 |       |          |  |
| 4 september 1958 | Spora Luxemburg | 0 - 3 | CS Sedan |  |
| 4 september 1958 |                 |       |          |  |

Sedan plaatste zich voor de eerste ronde. De details zijn niet bekend.

## Eerste ronde
Bij de loting werden twee clubs aan elkaar gekoppeld die in een thuis- en uitwedstrijd tegen elkaar streden. Van de eerste ronde zijn slechts een aantal uitslagen bekend. 
|                  |     |       |          |  |
| 17 december 1958 | PSV | 2 - 0 | CS Sedan |  |
| 17 december 1958 |     |       |          |  |

|               |          |       |     |  |
| 19 maart 1959 | CS Sedan | 3 - 1 | PSV |  |
| 19 maart 1959 |          |       |     |  |

|                                    |     |       |          |                                    |
| 10 april 1959 Beslissingswedstrijd | PSV | 2 - 5 | CS Sedan | Eindhoven Scheidsrechter: Schipper |
| 10 april 1959 Beslissingswedstrijd |     |       |          | Eindhoven Scheidsrechter: Schipper |

|               |           |       |                      |  |
| 11 maart 1959 | Beerschot | 3 - 0 | Racing Club de Paris |  |
| 11 maart 1959 |           |       |                      |  |

|  |                      |   |           |  |
|  | Racing Club de Paris | - | Beerschot |  |
|  |                      |   |           |  |

|                   |            |       |            |                                                    |
| 30 september 1958 | Feijenoord | 2 - 5 | 1. FC Köln | Stadion Feijenoord, Rotterdam Toeschouwers: 25.000 |
| 30 september 1958 |            |       |            | Stadion Feijenoord, Rotterdam Toeschouwers: 25.000 |

|                 |            |       |            |                             |
| 4 november 1958 | 1. FC Köln | 4 - 0 | Feijenoord | Keulen Toeschouwers: 10.000 |
| 4 november 1958 |            |       |            | Keulen Toeschouwers: 10.000 |

|  |                |   |               |  |
|  | RSC Anderlecht | - | Jeunesse Esch |  |
|  |                |   |               |  |

|  |               |   |                |  |
|  | Jeunesse Esch | - | RSC Anderlecht |  |
|  |               |   |                |  |

## Halve finales
|             |                |               |          |  |
| 15 mei 1959 | RSC Anderlecht | niet gespeeld | CS Sedan |  |
| 15 mei 1959 |                |               |          |  |

Sedan naar de finale omdat Anderlecht spelers moest afstaan voor het Belgisch elftal en zelf vriendschappelijk moest spelen tegen Santos FC en SC Corinthians.
|             |            |       |           |                                                    |
| 15 mei 1959 | Feijenoord | 4 - 3 | Beerschot | Stadion Feijenoord, Rotterdam Toeschouwers: 20.000 |
| 15 mei 1959 |            |       |           | Stadion Feijenoord, Rotterdam Toeschouwers: 20.000 |

FC Köln was niet in staat de wedstrijd tegen Beerschot vóór de regelmentaire datum te spelen en werd daarom door de organisatie vervangen door Feijenoord.

## Finale
|              |          |       |            |                               |
| 18 juni 1959 | CS Sedan | 2 - 4 | Feijenoord | Stadion Feijenoord, Rotterdam |
| 18 juni 1959 |          |       |            | Stadion Feijenoord, Rotterdam |

1957/58 · 1958/59 · 1959/61